# Gay (Fußballspieler)
Gay (Lebensdaten unbekannt) ist ein ehemaliger deutscher Fußballspieler.

## Werdegang
Der Stürmer Gay, dessen Vorname unbekannt ist, stand in der Saison 1949/50 im Kader von Arminia Bielefeld. Der Verein spielte in dieser Saison in der seinerzeit erstklassigen Oberliga West. Dort kam Gay zu einem Einsatz und blieb dabei ohne Torerfolg. Mit der Arminia stieg Gay am Saisonende ab. Es ist nicht bekannt, ob Gay den Verein anschließend verließ oder in der Amateurmannschaft der Bielefelder weiterspielte.